# Concursul Muzical Eurovision 1974
Eurovision 1974 a fost a nouăsprezecea ediție a concursului muzical Eurovision.

## Rezultatele
| Locul | Puncte | Cântec                                                                      | Artist                                                         | Țară                                 |
| 1.    | 24     | Waterloo                                                                    | ABBA                                                           | Suedia                               |
| 2.    | 18     | Sì                                                                          | Gigliola Cinquetti                                             | Italia                               |
| 3.    | 15     | I See A Star (Ik zie een ster)                                              | Big Mouth & Maggie MacNeal                                     | Țările de Jos                        |
| 4.    | 14     | Long Live Love Bye Bye, I Love You Celui qui reste et celui qui s'en va     | Olivia Newton-John Ireen Sheer Romuald Figuier                 | Regatul Unit Luxemburg Monaco        |
| 7.    | 11     | Natati la khayay Cross Your Heart                                           | Poogy Tina Reynolds                                            | Israel Irlanda                       |
| 9.    | 10     | Canta y sé feliz Fleur de liberté                                           | Peret Jacques Hustin                                           | Spania Belgia                        |
| 11.   | 7      | Krasi, thalasa ke t'agori mu                                                | Marinella                                                      | Grecia                               |
| 12.   | 6      | Moja generacija                                                             | Korni                                                          | Iugoslavia                           |
| 13.   | 4      | Keep Me Warm                                                                | Carita Holmström                                               | Finlanda                             |
| 14.   | 3      | The First Day Of Love Die Sommermelodie Mein Ruf nach dir E depois do adeus | Anne Karine Strøm Cindy & Bert Piera Martell Paulo de Carvalho | Norvegia Germania Elveția Portugalia |